# 南昂伸
南 昂伸（みなみ たかのぶ、1999年3月3日 - ）は、ジャパンラグビーリーグワンリコーブラックラムズ東京に所属するラグビー選手。

## プロフィール
- 愛知県出身[2]。
- ポジションはスクラムハーフ(SH)。
- 身長 166 cm、体重 70 kg
- 7人制ユニバーシアード日本代表に選ばれたことがある[3]。
- 7人制日本代表に選ばれたことがある[4]。
- 好きな飲み物はライフガード。

## 略歴
2017年、御所実業高校卒業後、大東文化大学に入学。
2020年、大東文化大学ラグビー部の主将に就任した。
2021年、大東文化大学卒業後、リコーブラックラムズ(現・リコーブラックラムズ東京)に加入。
2022年1月9日に行われたJAPAN RUGBY LEAGUE ONE第1節NTTドコモレッドハリケーンズ大阪戦にて途中出場で公式戦初出場を果たした。